# Tăng tiểu cầu
Tăng tiểu cầu là tình trạng tăng số lượng tiểu cầu trong máu, nguyên nhân có thể là tự phát (cũng gọi tăng tiểu cầu nguyên phát, và gây ra bởi bệnh lý tủy xương) hay thứ phát(còn được gọi là tăng tiểu cầu phản ứng). Mặc dù thường không có triệu chứng (đặc biệt là tăng tiểu cầu phản ứng), tình trạng này có thể dẫn đến huyết khối ở một số bệnh nhân. 
Một người khỏe mạnh bình thường số lượng tiểu cầu khoảng từ 150.000 đến 450,000/mm3 (hoặc microlitre) (150-450 x 109/L). Giới hạn này có thể chênh lệch trên dưới  2.5 phần trăm mà không có bệnh thực thể. Tuy nhiên, số lượng hơn 600.000 (và đặc biệt là hơn một triệu) là nghiêm trọng cần xác định nguyên nhân và can thiệp.

## Dấu hiệu và triệu chứng
Số lượng tiểu cầu cao không nhất thiết phải có bất kỳ dấu hiệu lâm sàng nào, và thường được phát hiện qua xét nghiệm công thức máu. Tuy nhiên, cần khai thác kỹ tiền sử để loại trừ nguyên nhân thứ phát. Tình trạng này thường xảy ra đồng thời với một bệnh viêm nhiễm, như yếu tố kích thích sản xuất tiểu cầu (ví dụ như thrombopoietin) tăng rất cao trong phản ứng viêm cấp tính.
Tăng số lượng tiểu cầu có thể xảy ra trong bệnh đa hồng cầu nguyên phát (số lượng hồng cầu cao) và tăng thêm một yếu tố nguy cơ biến chứng.
Một phần nhỏ bệnh nhân báo cáo có triệu chứng của chứnng đỏ đau đầu chi, cảm giác bỏng rát, và đỏ chi có thể giải quyết bằng làm mát và/hoặc sử dụng aspirin.
Y văn đôi khi loại trừ tăng tiểu cầu ra khỏi tình trạng tăng đông nhưng trong thực hành y khoa, theo định nghĩa của thrombophilia là tăng khuynh hướng hình thành huyết khối tăng tiểu cầu (đặc biệt là tăng tiểu cầu nguyên phát) là nguyên nhân của thrombophilia. Ngược lại, tăng tiểu cầu thứ phát rất hiếm khi gây ra  biến chứng huyết khối.

## Nguyên nhân
Ở người lớn, nhiễm trùng cấp tính, tổn thương mô, viêm mạn tính và ung thư là nguyên nhân phổ biến của tăng tiểu cầu phản ứng. Nguyên nhân tăng tiểu cầu phản ứng ở trẻ em tương tự như người lớn. Thêm vào đó, thiếu máu tan máu và tan máu bẩm sinh thường xuất hiện ở những  trẻ em sống tại các nước trung đông. Nguyên nhân khác của tăng tiểu cầu phản ứng bao gồm: sau phẫu thuật, thiếu sắt, thuốc, và hiệu ứng phục hồi sau khi  ức chế tủy xương.
Khi  loại trừ được nguyên nhân của tăng tiểu cầu phản ứng, tăng tiểu cầu chức năng cầu cần được xem xét. Nguyên nhân phổ biến nhất của tăng tiểu cầu chức năng là bệnh tủy xương. Bao gồm: tăng tiểu cầu tiên phát, leukemia tủy mạn tính, đa hồng cầu nguyên phát, và myelofibrosis nguyên phát.
Nguyên nhân rất hiếm của tăng tiểu cầu là giả tăng tiểu cầu. Do sự hiện diện của cấu trúc giống như tiểu cầu trong máu như  tinh thể cryoglobulin hình kim, mảnh vỡ của các tế bào bạch cầu, vi khuẩn, và hồng cầu. Những cấu trúc được tính là tiểu cầu bởi các máy  đếm tự động gây ra sai số. Tuy nhiên, lỗi có thể tránh được bằng cách làm tiêu bản máu ngoại vi.

## Chẩn đoán
Xét nghiệm bao gồm: công thức máu, men gan, chức năng thận và tốc độ máu lắng.
Nếu nguyên nhân tiểu cầu vẫn chưa rõ ràng, cần thực hiện sinh thiết tủy xương, để phân biệt tăng tiểu cầu phản ứng hoặc chức năng.

## Điều trị
Thông thường, không cần điều trị tăng tiểu cầu phản ứng. Trong trường hợp tăng tiểu cầu phản ứng nhiều hơn 1,000x109/L, có thể cần uống aspirin liều thấp (ví dụ 65 mg) để giảm thiểu nguy cơ bị đột quỵ hay huyết khối.
Tuy nhiên, trong tăng tiểu cầu chức năng, nếu tiểu cầu tăng trên 750.000 hoặc 1,000,000, và đặc biệt là nếu có nguy cơ huyết khối cần điều trị ngay. Có thể lựa chọn sử dụng thuốc aspirin liều thấp.  Số lượng tiểu cầu rất cao cần điều trị với hydroxyurea hoặc anagrelide (Agrylin).
Nếu dương tính với Janus kinase 2, sử dụng ruxolitinib (Jakafi) có thể có hiệu quả.